# 파혼 폰파유하세나
프라야 파혼 폰파유하세나(태국어: พระยาพหลพลพยุหเสนา) 또는 폿 파혼요틴(태국어: พจน์ พหลโยธิน, 1887년 3월 29일~1947년 2월 14일)는 태국 군 지도자 겸 정치인이었다. 그는 쿠데타로 전임 총리를 축출한 후 1933년 시암의 두 번째 총리가 되었다. 그는 5년간의 총리직을 마치고 1938년에 은퇴했다.

## 은퇴 및 사망
프라야 파혼 총리는 총리 임기를 마치고 제2차 세계대전 당시 왕립 태국군 조사관을 지냈으나 공적인 생활에서 은퇴했다. 1947년 2월 59세의 나이로 뇌출혈로 사망했다. 그가 죽었을 때 관직을 많이 맡았음에도 불구하고 그의 가족은 그의 장례비를 지불할 자금이 부족했다고 한다. 그의 후견인이자 현직 총리인 쁠랙 피분송크람이 그 비용을 없애기 위해 개입했다.

## 유산
방콕에서 북쪽의 버마 국경까지 이어지는 파혼요틴 로드는 프라야 파혼의 이름을 따서 명명되었다. 프라차띠파타이 로드로 알려져 있던, 현장 보안관 쁠랙 피분송크람은 그를 기리기 위해 도로 이름을 바꾸었다. 깐짜나부리주의 한 병원인 파혼 폰파유하세나 병원도 그의 명예로 이름이 붙여졌다.
롭부리주의 한 왕립 태국군 포병기지는 국왕 마하 와치랄롱꼰의 명령에 따라 푸미폰왕 기지로 개칭되기 전까지 프라야 파혼 총리의 이름을 갖고 있었다. 기슭에 설치된 오랜 세월 동안 이어져 온 프라야 파혼과 야전군수 쁠랙 피분송크람 동상을 철거하고 푸미폰왕 동상으로 교체한다.